# アテンションLOVE
『アテンションLOVE 』（アテンションラブ、原題：稍息立正我愛你）は台湾のテレビドラマ。
2017年7月30日から2017年11月5日まで台湾の中視で放送された。日本では2017年10月5日から2018年4月26日 までホームドラマチャンネルで放送された。全30話。（地上波は全24話。）

## あらすじ
高校生のジョン・シャオシー（鍾少曦）はスポーツ万能で喧嘩も強い17歳。彼女には高祖父の遺言でもある親が決めた同じ年のフィアンセがいたが、その存在を受け入れられずにいた。フィアンセのイェン・リージェン（顏力正）が日本から帰国し、シャオシーの家で同居することになる。
空想の理想の恋人が目の前に現れたシャオシーはリージェンに一目ぼれしてしまう。

## エピソード・サブタイトル
30話版はサブタイトルなし
全24話
| 各話   | サブタイトル               |
| ------ | -------------------------- |
| 第1話  | 好奇心は好きの始まり       |
| 第2話  | 同情しないから好かれる     |
| 第3話  | 2.2メートル後から          |
| 第4話  | 好きだけど勇気がない       |
| 第5話  | 長所は諦めが良いこと…      |
| 第6話  | 真っ白な記憶が色づき始める |
| 第7話  | 命知らずの勇者             |
| 第8話  | 嫉妬するって好きってこと？ |
| 第9話  | 人を不幸にしてしまう       |
| 第10話 | 口に出すには勇気が必要     |
| 第11話 | 最初に親友に打ち明けて     |
| 第12話 | 卒業のプレゼント           |
| 第13話 | 懐かしのプロポーズ曲       |
| 第14話 | 後悔しないルール           |
| 第15話 | 素直な大人になろう         |
| 第16話 | 大人は逃げない             |
| 第17話 | 今までとは違う自分         |
| 第18話 | 俺じゃダメか               |
| 第19話 | 断ったら殺すわよ           |
| 第20話 | 自分が思うよりずっと可愛い |
| 第21話 | 私も同じ気持ち             |
| 第22話 | 想い出を積み重ねる         |
| 第23話 | 幸運な重荷                 |
| 第24話 | この曲しか聞こえない       |

## キャスト
| 役名                          | 俳優名                                | 役柄                                                                                    |
| ----------------------------- | ------------------------------------- | --------------------------------------------------------------------------------------- |
| イェン・リージェン （顏力正） | 邱勝翊 （プリンス・チウ、JPM）        | 幼い時に交通事故で両親を亡くす。 荘敬（ジュアンジン）高校から龍華（ロンホア）大学に進学 |
| ジョン・シャオシー （鍾少曦） | 曾之喬 （ジョアンヌ・ツァン、Sweety） | スポーツ万能、同級生にはジョン兄貴（ジョングー）と呼ばれる。 荘敬高校から龍華大学に進学 |
| ワン・ジンリー （王晉禮）     | 王以綸 （ライリー）                   | 龍華大学の学生。バイクに乗っている                                                      |
| アン・シャオチャオ （安曉喬） | 郭書瑤 （グオ・シューヤオ）           | アンジェリーナと呼ぶことを強要する。ジンリーのお見合い相手。 母は龍華大学の名誉理事     |
| バイ・ルオリン （白若琳）     | 簡廷芮 （デヴィ・チェン）             | 通称：バイバイ。リージェンの大学のクラスメイト                                          |
| リー・ルーピン （李如蘋）     | 黃心娣 （ホァン・シンディ）           | シャオシーの親友                                                                        |
| ジン・ユービン （金宇彬）     | 許光漢 （グレッグ・ハン）             | シャオシーのクラスメイト。ルーピンに片思い。 荘敬高校から龍華大学に進学                 |
| ダーマオ （大毛）             | 章廣辰 （チャン・グァンチェン）       | シャオシーの高校のクラスメイト。突然転校した                                            |
| ジョン・ルンファ （鍾潤發）   | 徐詣帆 （シュー・イーファン）         | シャオシーの父。見た目から誤解されることが多い                                          |
| チョウ・チューホン （周楚紅） | 陳珮騏 （キャロライン・チェン）       | シャオシーの母。夫婦仲がいい                                                            |
| ワン・ジンウェン （王晉文）   | 邱凱偉 （ダレン・チウ）               | ジンリーの兄                                                                            |
| リン・ズーシャン （林子祥）   | 謝坤達 （シェ・クンダー）             | 日本に住むリージェンの叔父                                                              |
| ハン・ロン （韓蓉）           | 柯佳嬿 （アリス・クー）               | シャオシーの大学のクラスメイト                                                          |
| ウー・イーリン （吳依琳）     | 寶兒 （バオア、Popu Lady）            | 金牌（ジンパイ）女子校のスケバン                                                        |
| リン・シャオアー （林曉兒）   | 林子珊 （ハナ・リン）                 | 金牌女子校のスケバン                                                                    |
| シャンシャン （何姍）         | 何紫妍 （ホー・ズーイェン）           | 金牌女子校のスケバン。恋人にお金をせびられる                                            |

## スタッフ
- 監督 – 黃天仁（ホァン・ティエンレン）

## 主題歌
オープニングテーマ
- 『愛正在發生』

歌 - 邱勝翊（プリンス・チウ）
エンディングテーマ
- 『猜猜看』

歌 - 曾之喬 （ジョアンヌ・ツァン）

## ソフトウェア

### DVD
販売元：エスピーオー
- 「アテンションLOVE DVD-BOX1」（2018年4月3日）
- 「アテンションLOVE DVD-BOX2」（2018年5月2日）

## 日本国内放送局
| 放送地域 | 放送局                 | 放送期間                      | 放送日時                     | 放送系列   |
| -------- | ---------------------- | ----------------------------- | ---------------------------- | ---------- |
| 日本全域 | ホームドラマチャンネル | 2017年10月5日 - 2018年4月26日 | 毎週木曜 25時15分 - 26時15分 | CS放送     |
| 関東広域 | チバテレビ             | 2017年                        | 毎週火曜 19時00分 - 20時00分 | 地上波放送 |